# Альянс націй Європи

Альянс Європейських Націй (Alliance for Europe of the Nations, Alliance pour l'Europe des Nations) — союз політичних партій, що має на меті визначати політику ЄС і створити структуру, яка сприятиме діалогу і співпраці між політичними силами країн-членів Союзу і країн, що звернулися із заявою про вступ до ЄС, а також третіх сторін.
Альянс Європейських Націй було створено 2002 року, в результаті об'єднання національних груп в Європейському парламенті.
28-30 квітня 2004 року в Мілані, Італія, відбулася зустріч Союзу Європейських Націй (UEN), метою якої було обговорення аспектів розширення Європи та створення Альянсу Європейських Націй (AEN). На зустрічі були присутні: Чарльз Паскуа — президент Союзу Європейських Націй та Альянсу Європейських Націй, Крістіна Мускардіні — Президент Італійської делегації національної партії Alleanza у Європейському парламенті, Віце-Президент UEN і Генеральний Секретар AEN, а також депутати Європарламенту.
Конгрес Українських Націоналістів є асоційованим членом Альянсу, як національно-патріотична партія.